# والتر كارل سيمون
والتر كارل سيمون (بالإنجليزية: Walter Simon)‏ هو طيار بطل أمريكي، ولد في 14 سبتمبر 1890 في نيو أورلينز في الولايات المتحدة، وتوفي في 16 مايو 1971 في كينغسبورت في الولايات المتحدة.